# ناحیه نوباراشن
ناحیه نوباراشن (ارمنی: Նուբարաշեն վարչական շրջան) یکی از ناحیه‌های دوازده‌گانه ایروان پایتخت ارمنستان می‌باشد که در جنوب شرق ایروان واقع شده‌است؛ که از شمال با ناحیه‌های شنگاویت و ناحیه اربونی، از غرب، از جنوب و از شرق با استان آرارات هم‌مرز است. این ناحیه پیش‌تر سوتاشن نام داشت.

## خصوصیات
ناحیه نوباراشن ۱۸٫۱۱ کیلومترمربع مساحت و ۹٬۷۰۰ نفر جمعیت دارد.

## نگارخانه

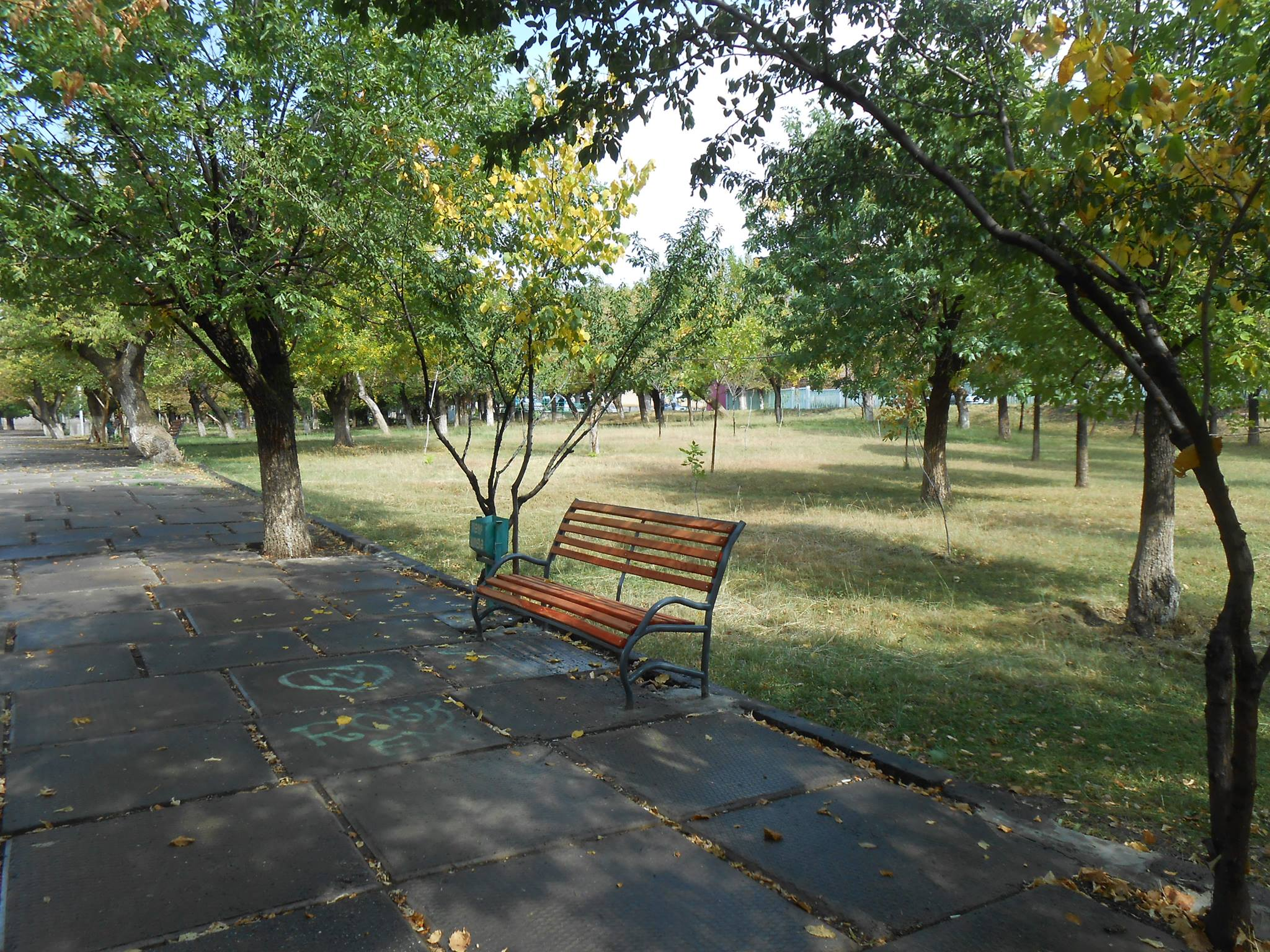
پارک مرکزی نوباراشن
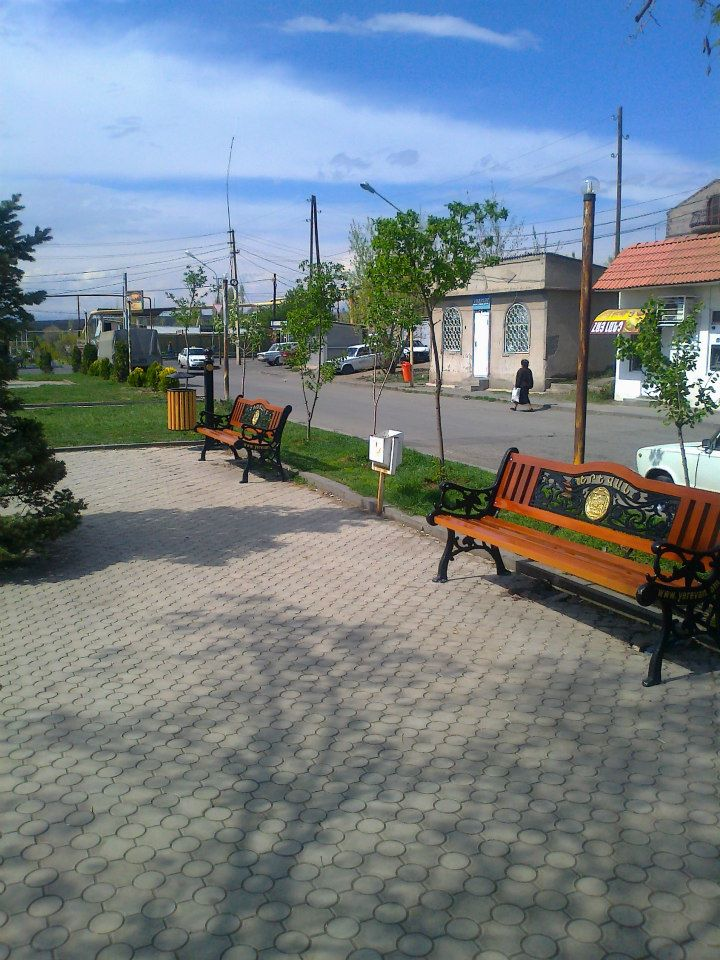
پارک بوغوس نوبار
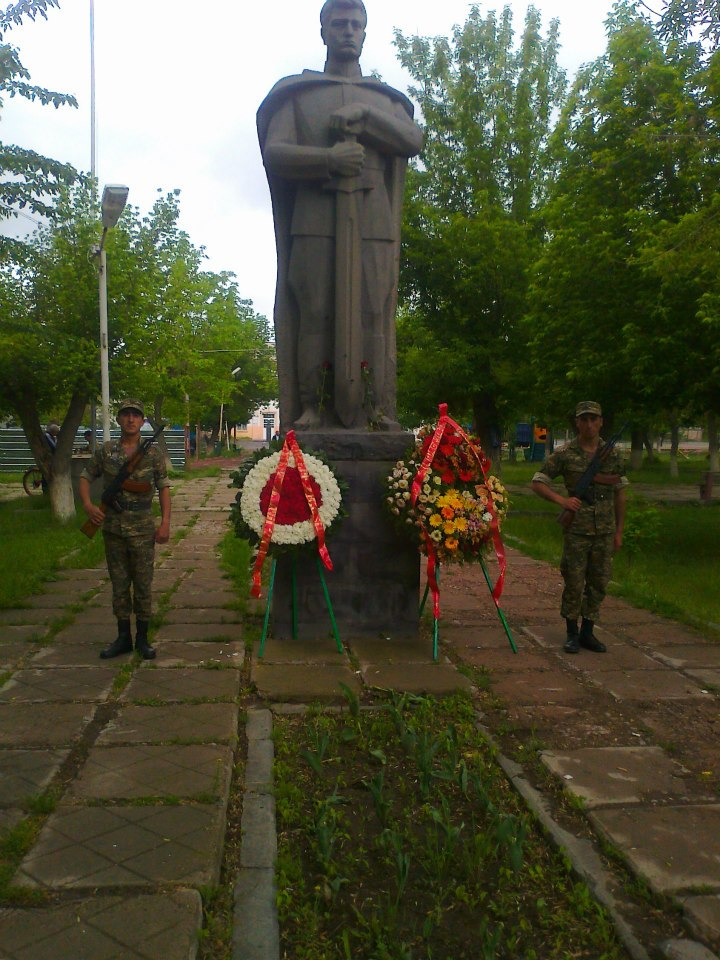
بنای یادبود جنگ جهانی دوم memorial
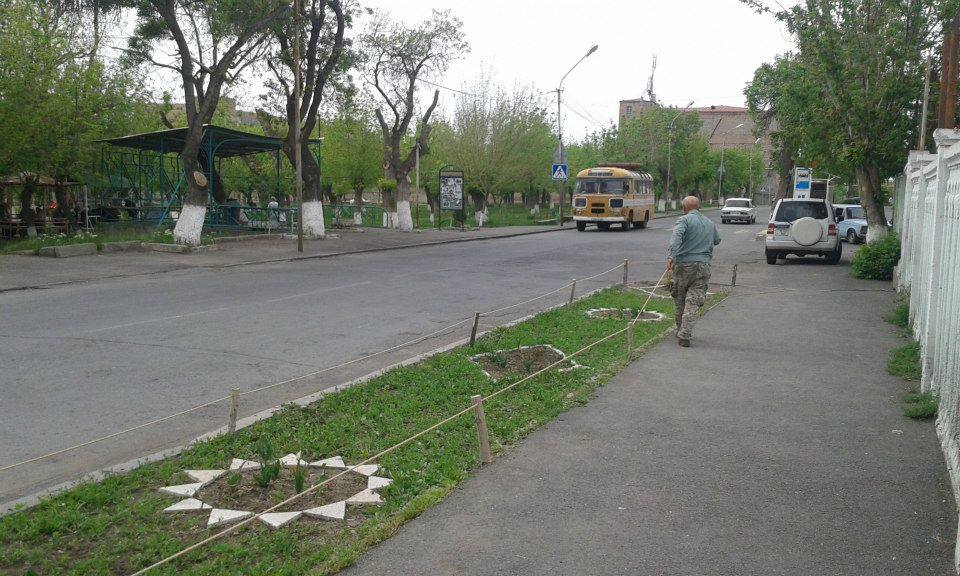
خیابان اصلی در نوباراشن